# Lakeboat
Lakeboat è un film canadese-statunitense del 2000 diretto da Joe Mantegna.
Il film è un adattamento dell'opera teatrale omonima scritta nel 1970 da David Mamet.